# Plavčík (lodní)

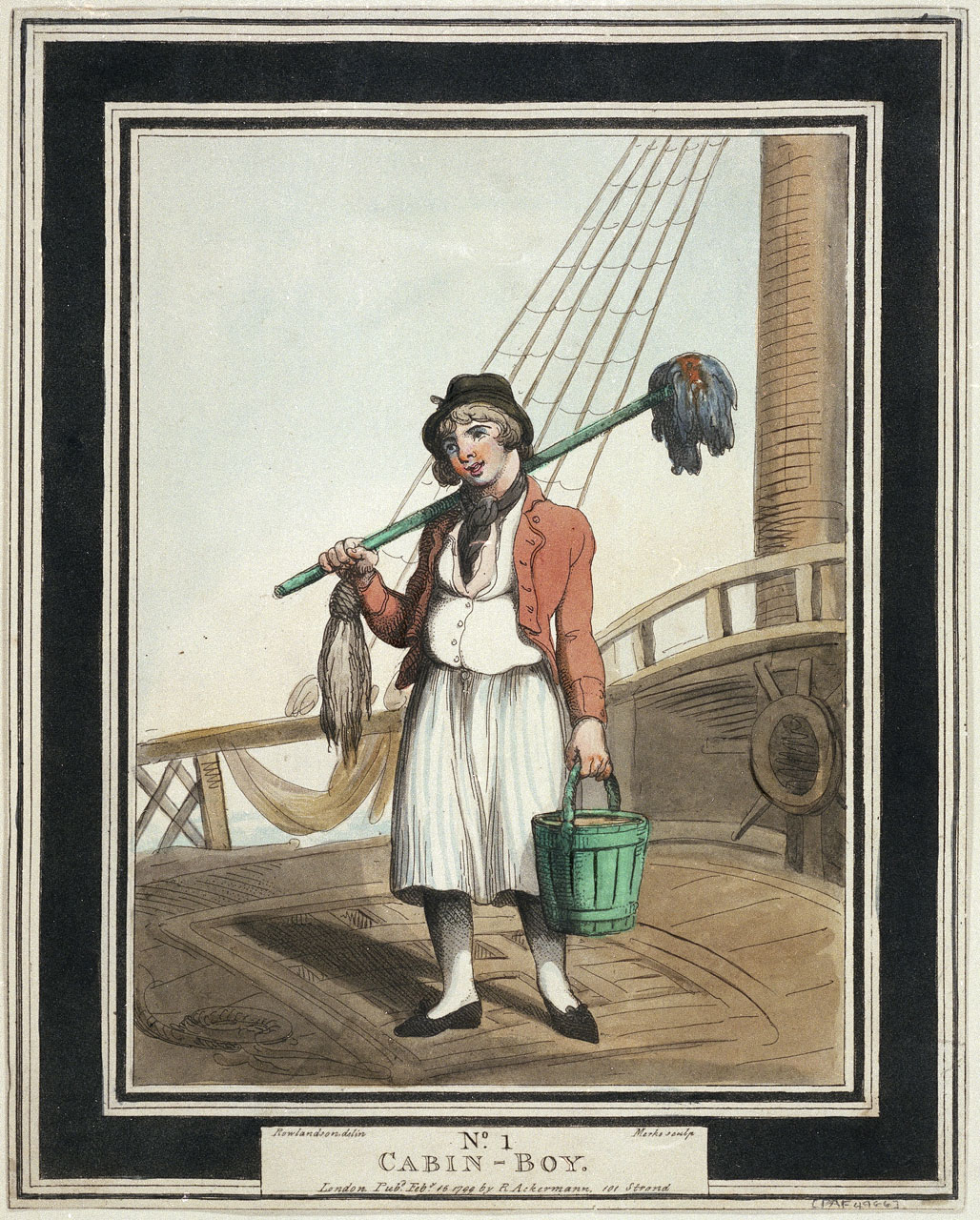
Plavčík, 1799

Plavčík je na lodi označení pro nízko postaveného člena posádky, jehož úkolem je posluha a poslíčkování důstojníkům a pasažérům lodi, a provádění dalších drobnějších pomocných úkolů nenáročného a nekvalifikovaného charakteru. V minulosti v této roli často působili dospívající chlapci, kteří se tak seznámili s prostředím lodi a získali základy dovedností potřebných pro výkon povolání námořníka.
Na válečných plachetnicích bylo jejich úlohou během bitev roznášení náloží střelného prachu z prachárny na dělové paluby.